# Hanstedt (Landkreis Uelzen)
Hanstedt ist eine Gemeinde im Landkreis Uelzen, Niedersachsen. In alten Schriften auch unter den Namen Honstede und Hanstede geführt.

## Geografie

### Lage
Hanstedt ist eine ländliche Wohngemeinde inmitten der Lüneburger Heide die überwiegend landwirtschaftlich orientiert ist. Große landwirtschaftliche Güter sind in Bode, Brauel und Gut Oetzfelde vorhanden.  Die Gemeinde gehört seit dem 1. November 2011 zur Samtgemeinde Bevensen-Ebstorf.

### Gemeindegliederung
Die Gemeinde Hanstedt besteht aus den Ortschaften Allenbostel, Bode, Brauel, Eitzen II, Hanstedt I, Oechtringen, Oetzfelde, Teendorf und Velgen.

## Geschichte
Im Jahre 980 wurde der Ort zum ersten Mal erwähnt.

### Eingemeindungen
Am 1. Juli 1972 wurden die Gemeinden Allenbostel, Bode, Brauel, Hanstedt I und Velgen zur neuen Gemeinde Hanstedt zusammengeschlossen.

## Politik

### Gemeinderat
Der Rat der Gemeinde Hanstedt setzt sich aus neun Mitgliedern zusammen. Die Ratsmitglieder werden durch eine Kommunalwahl für jeweils fünf Jahre gewählt.
Die vergangenen Kommunalwahlen ergaben folgende Sitzverteilungen:
| Wahljahr | WGH                                                    | SPD | CDU | Gesamt  |
| -------- | ------------------------------------------------------ | --- | --- | ------- |
| 2021     | 9                                                      | -   | -   | 9 Sitze |
| 2016     | 2                                                      | 5   | 2   | 9 Sitze |
|          | _____________________ WGH: Wählergemeinschaft Hanstedt |     |     |         |

### Bürgermeister/Verwaltung
Bürgermeister ist Karl-Otto Menk (SPD). Die Gemeindeverwaltung befindet sich in der Wriedeler Straße 12.

### Wappen
Die Wappenbeschreibung lautet: Das Wappen zeigt in Silber eine rote Kirche in Seitenansicht mit einem blau bedachten Turm, vor dem Langhaus eine grüne bewurzelte Eiche.

## Missionarisches Zentrum in Hanstedt I
Das Missionarische Zentrum wurde am 1. Mai 1979 in dem alten Schulgebäude aus den 30er Jahren eingeweiht. Der Freundeskreis Missionarische Dienste in der Hannoverschen Landeskirche errichtete ein Freizeit- und Tagungshaus.

## Sport
Der SV Hanstedt von 1921 e. V. hat eine Herrenfußballmannschaft (2. Kreisklasse), eine Wander- sowie eine Walkinggruppe.

## Wanderwege

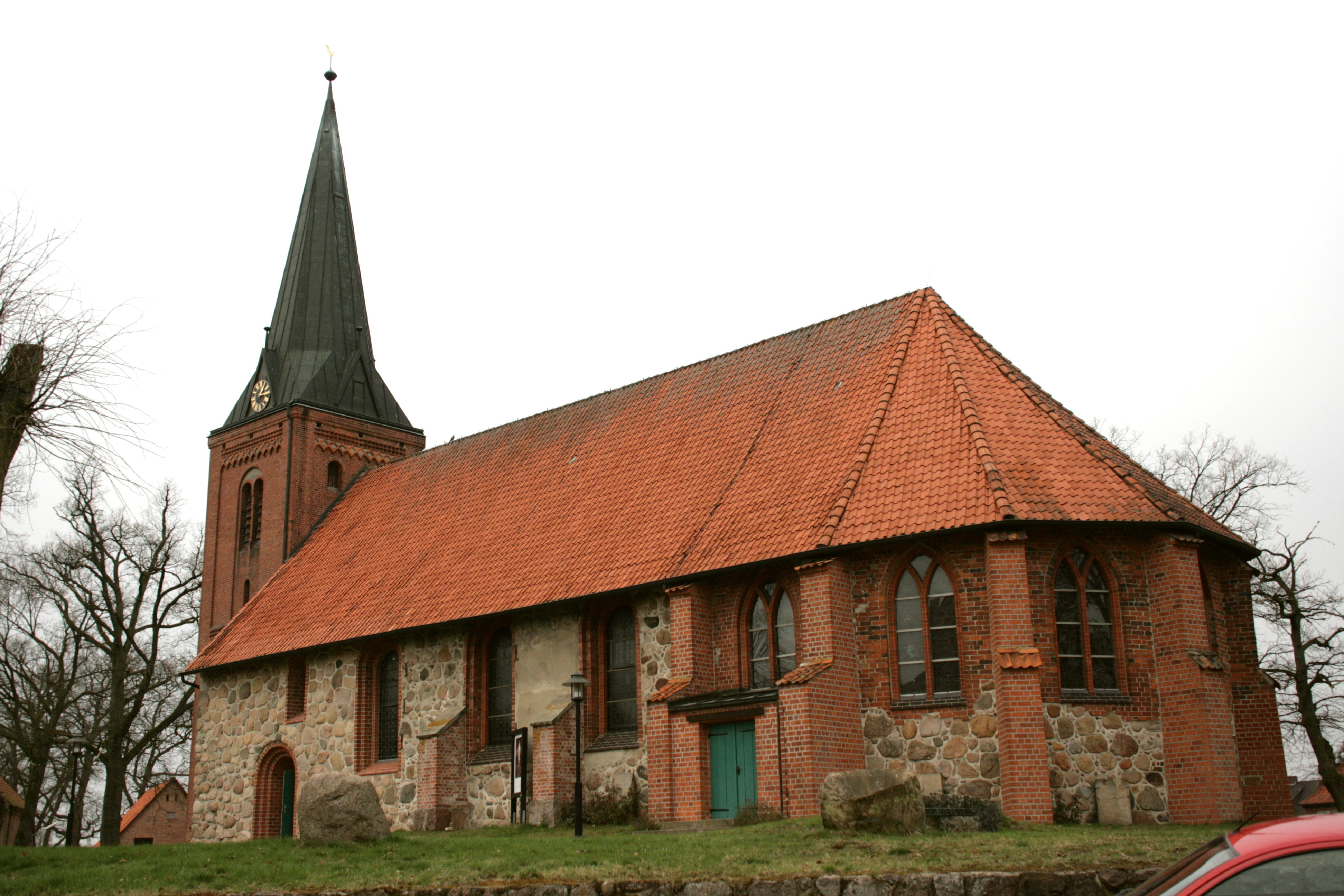
St. Georg

Zwischen Hanstedt I und Ebstorf verläuft der Auferstehungsweg. An 13 Stationen befinden sich Bilder des Künstlers Werner Steinbrecher.

## Persönlichkeiten

### Söhne und Töchter der Gemeinde
- Bernhard Schulkowski (* 9. Oktober 1951), Bogenschütze und Olympiateilnehmer

### Persönlichkeiten, die vor Ort gewirkt haben
- Frank Rakow, Journalist und Verleger